# T. squamosus, Oriximiná
Nome científico: Typhlophis squamosus (Schlegel, 1839).
Nome popular: Cobra-cega, cobra de vidro, fura-terra.

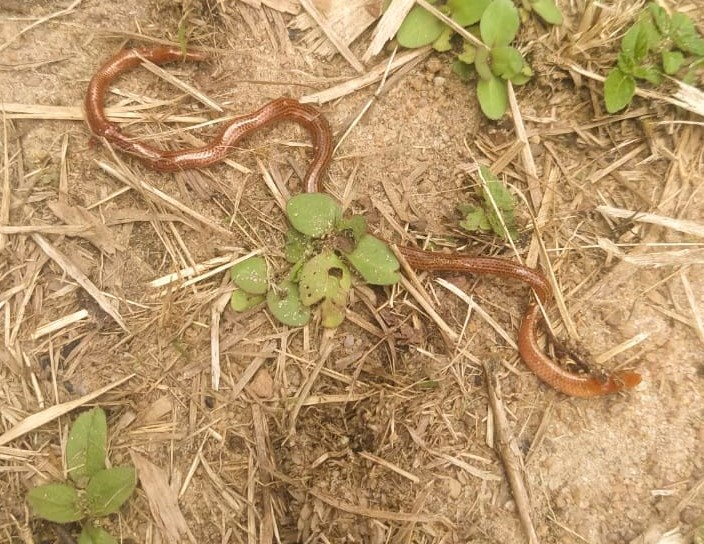

- Reino Animal
- Filo Chordata
- Classe Reptilia
- Ordem Squamata
- Subordem Serpentes
- Família Anomalepididae
- Genero Typhlophis[2]
- Espécie T. Squamosus[1]

```
Typhlops squamosus
 foi descrito por Schlegel (1839) e caracterizado pela cabeça ser coberta por pequenas escamas indistinguíveis das do resto do corpo. Com base nesta mesma característica Fitzinger
[
2
]
 1843, propôs um novo gênero para esta espécie: Typhlophis. De acordo com a descrição original 
T. squamosus
 tem 345 escamas ventrais, 14 subcaudais e 21 fileiras de escamas do meio do corpo, enquanto Boulenger 
[
3
]
 1893, elevou o número de escamas do meio do corpo para 24 e Senãris 
[
4
]
 (1998) mencionou que esta espécie mede 130 mm. 
```

Possuem uma coloração do corpo geralmente marrom escuro dorsalmente e creme pálido ventralmente.
Na femea de qualquer espécie, em via de regra, a cauda é mais destacada que nos machos, Do Amaral  1930. Esta cobra fossorial habita a floresta tropical úmida.  Esta espécie pode viver associada à formigueiros e cupinzeiros, Cunha et al., 1978.
Apenas a espécie Typhlophis squamosus, foi registrada na região de Manaus até o momento e todas as espécies brasileiras pertencem ao gênero Leptotyphlops.
Reprodução: Ovípara, com os ovos alongados são depositados juntos em uma linha.
Habito: Alimentam -se de pequenos invertebrados, podendo seguir trilhas de formigas por quimiorrecepção, repelem o ataque das formigas se lambuzando com secreções cloacais.
Distribuição geográfica: Venezuela, Guyana (Cuyuni-Mazaruni), Suriname (Nickerie), French Guiana Francesa (Cayenne, Saint-Laurent-du-Maroni) no Norte do Brasil (Amazonas, Pará).
A Cobra Cega, T. squamosus foi mais recentemente avaliada para a Lista Vermelha de Espécies Ameaçadas da IUCN em 2015. Typhlophis squamosus está listado como Menos Preocupante, Oubotar 2019.
1. 1 2  Schlegel, H. 1839. Abbildungen neuer oder unvollständig bekannter Amphibien, nach der Natur oder dem Leben entworfen und mit einem erläuternden Texte begleitet. Arne and Co., Düsseldorf, xiv + 141 pp.
2. 1 2  FITZINGER, L. 1843. Systema Reptilium, fasciculus primus, Amblyglossae. Braumüller et Seidel, Wien: 106 pp.
3. ↑  BOULENGER, G.A. 1893. Catalogue of the snakes in the British Museum (Nat. Hist.) I. London (Taylor & Francis), 448 pp
4. ↑  SEÑARIS, J. CELSA 1998. A new species of Typhlophis (Serpentes: Anomalepididae) from Bolívar State, Venezuela. Amphibia-Reptilia 19 (3): 303-310.
5. ↑  DO AMARAL, Afranio. Sobre a Caracterização das Especies em Ophiologia. BRAZILIAN JOURNAL OF AGRICULTURE-Revista de Agricultura, v. 5, n. 11-12, p. 489-512, 1930.
6. ↑  CUNHA & NASCIMENTO, 1978; Starace, 1998; Martins & Oliveira, 1999.
7. ↑  OUBOTAR, P., SCHARGEL, W. & Rivas, G. 2019. Typhlophis squamosus . A Lista Vermelha de Espécies Ameaçadas da IUCN 2019: e.T203205A2762090. https://dx.doi.org/10.2305/IUCN.UK.2019-3.RLTS.T203205A2762090.en . Acesso em 07 de abril de 2022.